# Koen Pijpers
Koen Pijpers (Maassluis, 30 mei 1969) speelde zeventien officiële interlands (nul doelpunten) voor de Nederlandse hockeyploeg. De aanvallende middenvelder verdedigde de clubkleuren van HDM, de club uit Den Haag met wie hij in 1992 de landstitel won in de Nederlandse hoofdklasse. 
Pijpers maakte zijn debuut voor het Nederlands elftal op 27 januari 1990 in Málaga, in het met 3-0 gewonnen oefenduel tegen Frankrijk. Ruim drie jaar later, op 8 september 1993, volgde zijn laatste interland: Nederland-Australië (2-3) in Amstelveen.
Na zijn actieve hockeycarrière legde Pijpers zich toe op het vak van hockeycoach, en was hij onder meer werkzaam bij HDM (mannen), Amsterdam (vrouwen), Hockeyclub 's-Hertogenbosch (interim-coach vrouwen) en Laren (mannen). Bij die laatste club nam hij afscheid in het voorjaar van 2005. Daarnaast was hij ruim een jaar assistent van bondscoach Tom van 't Hek bij de Nederlandse vrouwenhockeyploeg, met wie hij als derde eindigde bij de Olympische Spelen van Sydney (2000).